# Belgien ved vinter-OL 1952
Belgien deltog ved Vinter-OL 1952 i Oslo med ni sportsudøvere, alle mænd. De deltog i tre sportsgrene, alpint skiløb, bobslæde og hurtigløb på skøjter. Belgiens deltagere vandt ingen medaljer, og den bedste placering, der blev opnået, var en sjetteplads i tomands-bobslæde. 

## Medaljer
| 1952 Oslo | Guld | Sølv | Bronze | Total |
| Belgien   | 0    | 0    | 0      | 0     |